# Streptococcus sobrinus
Streptococcus sobrinus ist eine Bakterienart aus der Gattung Streptococcus (eingedeutscht: Streptokokken). Es handelt sich um grampositive Bakterien, die Zellen sind fakultativ anaerob, sie können mit und ohne Sauerstoff leben. Streptococcus sobrinus und die verwandte Art Streptococcus mutans sind pathogen und verstärken die Bildung von Karies beim Menschen an den Zähnen. Von Bedeutung hierbei ist die Fähigkeit von Streptococcus sobrinus, im Rahmen der Milchsäuregärung Säuren herzustellen, die den Zahnschmelz angreifen sowie die Produktion von Glucanen. Dabei handelt es sich um Polysaccharide, die sich auf der Zahnoberfläche anheften und einen Biofilm bilden, in dem sich die Bakterien vermehren können.
Streptococcus sobrinus wurde zunächst als Unterart von Streptococcus mutans betrachtet, 1983 jedoch als eigene Spezies etabliert. Die Art umfasst zahlreiche Bakterienstämme. Das Genom des Stammes Streptococcus sobrinus 6715 wurde im Jahr 2003 vollständig sequenziert.

## Merkmale

### Erscheinungsbild
Die Zellen von Streptococcus sobrinus sind kokkenförmig, mit einem Durchmesser von 0,5 µm. Sie liegen in Paaren oder zu Ketten angeordnet vor. Streptococcus sobrinus bildet, wie alle Arten der Gattung, keine Endosporen. Die Art kann sich nicht durch eigene Kraft bewegen, ist also nicht motil. Die Gram-Färbung verläuft positiv.
Auf festen Nährböden, die Saccharose enthalten, wachsen die Zellen nach Inkubation zu etwa 1 mm großen Kolonien heran. Es handelt sich um rundliche, konvexe Kolonien mit granulierter Oberfläche. Häufig lassen sich auf der Oberfläche oder am Rand der Kolonien kleine Tropfen erkennen, die Glucane enthalten. Auf Blutagar zeigen die meisten Bakterienstämme eine α-Hämolyse, die sich durch Grünfärbung des Blutes nachweisen lässt.

### Wachstum und Stoffwechsel
Der Stoff- und Energiewechsel von Streptococcus sobrinus ist chemo-heterotroph, er führt keine Photosynthese durch. Die Art kann sich in Anwesenheit und Abwesenheit von Sauerstoff vermehren, der Stoffwechsel ist somit fakultativ anaerob. Das Wachstum erfolgt optimal, wenn der Sauerstoffgehalt reduziert ist. Für die Kultivierung wird häufig eine mit Kohlenstoffdioxid angereicherte Atmosphäre verwendet, mit 5 % CO2. Die zur Kultivierung üblicherweise verwendeten Temperaturen liegen im Bereich von 30–40 °C, somit zählt das Bakterium zu den mesophilen Organismen. Bei 10 °C oder darunter erfolgt kein Wachstum mehr. Obwohl S. sobrinus zur Viridans-Untergruppe der Streptokokken gezählt wird, wächst er im Gegensatz zu den meisten dazugehörigen Arten nicht mehr bei einer Temperatur von 45 °C. Die Kultivierung gelingt optimal auf Trypton-Soja-Agar (TSA) mit einem Zusatz von Hefeextrakt bei einem pH-Wert im neutralen Bereich und einer Temperatur von 37 °C.
S. sobrinus gehört zu den Milchsäurebakterien und kann in einer Fermentation verschiedene Kohlenhydrate zur Energiegewinnung verwerten. Kennzeichen einer Fermentation (Gärung) ist, dass die Substrate ohne Sauerstoff abgebaut werden. Das für Milchsäurebakterien typische Produkt bei der Fermentation ist die Milchsäure, folglich wird dieser Stoffwechselweg als Milchsäuregärung bezeichnet. Da Milchsäure bzw. Lactat, das Anion der Milchsäure, das Hauptprodukt dieser Gärung ist, wird S. sobrinus zu den homofermentativen Arten gerechnet. Er ist in der Lage, die Monosaccharide Glucose und Fructose, die Disaccharide Saccharose und Trehalose sowie die Zuckeralkohole Mannitol und Sorbitol unter Säurebildung zu verwerten, während dies bei dem Disaccharid Melibiose und dem Trisaccharid Raffinose nicht der Fall ist. Andere Quellen geben an, dass die Ergebnisse bei Sorbitol, Melibiose und Raffinose variabel sind, d. h. sie führen nicht immer zu einem positiven Testergebnis. Ein positives Resultat für Mannitol wird bestätigt, außerdem für das Disaccharid Maltose aufgeführt.
Von Bedeutung für die Pathogenität ist die Bildung von extrazellulären Polysacchariden (abgekürzt als ecp aus dem Englischen extracellular polysaccharide), wenn Saccharose vorhanden ist. Bei den produzierten Polysacchariden handelt es sich um Glucane, die aus D-Glucose-Molekülen aufgebaut sind. Für S. sobrinus typisch ist das Mutan, ein wasserunlösliches Glucan, dessen Glucose-Einheiten durch eine α-1,3-glycosidische Bindung miteinander verknüpft sind. Die Bezeichnung des Polysaccharids wurde nach dem verwandten S. mutans vergeben, erst später stellte sich heraus, dass S. sobrinus der Produzent ist.
Einige Enzyme, die im Stoffwechsel verwendet werden, um bestimmte Substrate abzubauen, werden im Rahmen einer „Bunten Reihe“ nachgewiesen, um ein Bakterium zu identifizieren. S. sobrinus verhält sich negativ im Katalase- und Oxidase-Test. Er verfügt über das Enzym α-Glucosidase, das die Abspaltung von α-Glucose aus Glucoseketten bewirkt. Er besitzt nicht das Enzym Urease, um Harnstoff zu verwerten. Außerdem ist das Enzym Arginindihydrolase (EC 3.5.3.6) nicht vorhanden, so dass keine Abspaltung von Ammoniak aus der Aminosäure Arginin erfolgt. Im Gegensatz zu S. mutans ist er in der Lage, Wasserstoffperoxid (H2O2) zu bilden. Der Voges-Proskauer-Test verläuft positiv, es wird also Acetoin gebildet. Er ist resistent gegen Bacitracin.

### Chemotaxonomie
Die Mureinschicht in der Zellwand enthält die Diaminosäure L-Lysin als diagnostisch wichtige Aminosäure an Position 3 der Peptidbrücke. Der Peptidoglycan-Typ ist A3α, neben Lysin sind noch die Aminosäuren Glycin und L-Alanin vorhanden.
Zur Unterteilung der Streptokokken wird ihr Hämolyseverhalten und vorhandene Antigene beurteilt. Streptococcus sobrinus gehört zu der Viridans-Untergruppe, die nach ihrem Habitat auch als „orale Streptokokken“ bezeichnet werden. Sie werden nicht den Lancefield-Gruppen zugeordnet, die zur Einteilung der β-hämolysierenden Arten dienen. Stattdessen werden serologische Untersuchungen mit den sogenannten Bratthall-Antiseren durchgeführt. S. sobrinus umfasst die Serotypen d und g, wobei der Typusstamm weder mit Antikörpern der Gruppe d noch der Gruppe g reagiert.

### Genetik
Das Genom des Stammes Streptococcus sobrinus 6715 wurde im Jahr 2003 vollständig sequenziert. Der für die Untersuchung verwendete Bakterienstamm wurde aus der Mundhöhle eines Menschen isoliert. Seitdem wurden mehr als 50 weitere Bakterienstämme genetisch untersucht, darunter auch der Typusstamm S. sobrinus ATCC 33478. Dessen Genomgröße beträgt 2096 Kilobasenpaare (kb), dies entspricht etwa 45 % der Genomgröße von Escherichia coli. Es sind 2016 Proteine annotiert. Das Ergebnis der Sequenzierung zeigt einen GC-Gehalt (den Anteil der Nukleinbasen Guanin und Cytosin) in der Bakterien-DNA von 43,5 Molprozent für den Typusstamm und zwischen 44 und 46 Molprozent für die Art. Dies ist vergleichbar mit den anderen Streptococcus-Arten, deren GC-Gehalt in der DNA zwischen 34 und 46 Molprozent liegt. Für phylogenetische Untersuchungen wurden außerdem die Nukleotide der 16S rRNA bestimmt, ein für Prokaryoten typischer Vertreter der ribosomalen RNA. Dies führte zu einer weiteren Unterteilung der Viridans-Gruppe.
Im Jahre 2012 erfolgte ein umfangreicher Vergleich des Typusstamms mit den Genomen mehrerer Stämme von S. mutans. Die beteiligten Wissenschaftler untersuchten dabei das Signaltransduktionssystem, das für die Bakterien von Bedeutung ist, um Veränderungen in der Umwelt zu detektieren und darauf zu reagieren, um somit zu überleben. Das Signaltransduktionssystem besteht aus zwei Komponenten und wird als TCS (englisch: two component system) abgekürzt. Bei den zwei Komponenten handelt es sich um die als Transmembransensor wirkende Histidinkinase (HK) und einem im Cytoplasma vorliegenden Antwortregulator (abgekürzt als RR aus dem Englischen response regulator). Die Gene, die für diese Proteine codieren, liegen üblicherweise angrenzend auf einem Operon. Die Analyse der orthologen Gene der zehn untersuchten Bakterienstämme zeigt, dass es 18 TCS-Cluster gibt, von denen acht TCS-Cluster bei allen Stämmen vorkommen. Die HK- und RR-Komponenten unterscheiden sich jedoch in ihren Funktionen, so fehlen bei S. sobrinus die TCS, die vermutlich zur Säuretoleranz und zum Fructan-Katabolismus beitragen. Diese Unterschiede werden dahingehend gedeutet, dass es verschiedene Überlebensstrategien von S. sobrinus und S. mutans an die sich schnell verändernden Bedingungen im Lebensraum Mundhöhle gibt, was zum Verständnis der Pathogenität beitragen kann.

## Vorkommen
Das Habitat von Streptococcus sobrinus ist die Mundhöhle des Menschen, er wird daher zu den „oralen Streptokokken“ gezählt. Insbesondere ist er auf der Oberfläche der Zähne zu finden. Funde bei Tieren, vor allem bei Versuchstieren, gelten als nicht gesichert, da die Differenzierung der Streptococcus-Arten aufwändig ist, insbesondere der phänotypisch ähnlichen Arten, die zur Mutans-Gruppe gezählt werden. Hinzu kommt, dass sich die Systematik in der zweiten Hälfte des 20. Jahrhunderts mehrfach geändert hat.

## Systematik

### Äußere Systematik
Die Art Streptococcus sobrinus zählt zu der Familie der Streptococcaceae in der Ordnung der Lactobacillales (Milchsäurebakterien) in der Abteilung der Firmicutes. Die Familie umfasst neben der Gattung Streptococcus noch die Gattungen Lactococcus und Lactovum. Die Systematik der Streptokokken hat sich in der zweiten Hälfte des 20. Jahrhunderts mehrfach geändert, zunächst erfolgte eine Aufteilung auf drei Gattungen unter den Gesichtspunkten der Pathogenität, des Vorkommens (Enterococcus) oder des Einsatzes in der Molkereiindustrie. Die in der Gattung Streptococcus verbliebenen Arten wurden nach ihrer Pathogenität und vorhandenen Antigenen der Pyogenes-Untergruppe oder der Viridans-Untergruppe zugeordnet. Letztere werden auch als „orale Streptokokken“ bezeichnet. Phylogenetische Untersuchungen Ende des 20. Jahrhunderts zeigen innerhalb dieser Gruppe eine Aufteilung in vier verschiedene Teilgruppen, die jeweils mehrere Arten umfassen und nach einer typischen Spezies benannt sind. Streptococcus sobrinus gehört zur Mutans-Gruppe, die auch schon vorher als eine zusammengehörige Einheit beschrieben und als „Mutans-Streptokokken“ bezeichnet wurden.

### Innere Systematik
Streptococcus sobrinus wurde 1974 von Alan L. Coykendall bei der detaillierten Untersuchung verschiedener Stämme von S. mutans zunächst als dessen Unterart S. mutans subsp. sobrinus beschrieben. Neben Unterschieden im GC-Gehalt ergab sich auch eine geringe Übereinstimmung mit dem Typusstamm bei Versuchen zur DNA-DNA-Hybridisierung. Daraufhin schlug Coykendall 1977 vor, die Subspezies in die Rangstufe einer eigenen Spezies zu heben. Zu diesem Zeitpunkt war jedoch ein Typusstamm der neuen Art nicht in einer gängigen Sammlung von Mikroorganismen verfügbar, eine der Regeln des Bakteriologischen Codes. Daher wurde bei der 1980 stattfindenden Neuorganisation der Nomenklatur der Bakterien die Art nicht in der Liste der anerkannte Bakteriennamen (Approved Lists of Bacterial Names) aufgeführt. Mit der Definition eines Typusstamms und dessen Hinterlegung in mehreren Stammsammlungen schlug er 1983 die Bezeichnung S. sobrinus nom. rev. (nom. rev. für nomen revictum, lateinisch für „wiederaufgenommener Name“) vor, der anerkannt wurde. Der Bakterienstamm S. sobrinus SL1 ist der Typusstamm der Art und wurde unter anderem in den Sammlungen von Mikroorganismen in den USA (als ATCC 33478), Großbritannien (als NCTC 12279) und Deutschland (bei der DSMZ als DSM 20742) hinterlegt. Als Folge dieser nicht von Beginn an erfolgreichen Erstbeschreibung wird die Art mit Autorennamen als Streptococcus sobrinus (ex Coykendall 1974) Coykendall 1983 bezeichnet. Streptococcus mutans subsp. sobrinus gilt als Synonym. Neben dem Typusstamm sind über 50 Bakterienstämme bekannt, die meisten davon waren und sind Ziel genetischer Untersuchungen (Stand 2014).

### Etymologie
Der Gattungsname Streptococcus verweist auf die kettenförmig aneinander gereihten kugelförmigen Zellen (vergleiche Kokken). Der Artname S. sobrinus enthält das lateinische Wort sobrinus, mit dem ein Verwandter, der Cousin mütterlicherseits, bezeichnet wird. Damit soll auf die Verwandtschaft zwischen dieser Art und S. mutans hingewiesen werden.

## Medizinische Bedeutung

### Pathogenität
Streptococcus sobrinus gilt mit als wichtiger Verursacher der Karies und wird somit als pathogen („krankheitserregend“) bezeichnet. Er wird durch die Biostoffverordnung in Verbindung mit der TRBA (Technische Regeln für Biologische Arbeitsstoffe) 466 der Risikogruppe 2 zugeordnet.
Der Erreger besitzt eine Reihe spezieller Eigenschaften (Virulenzfaktoren), die ihm eine Hauptrolle bei der Entstehung des bakteriellen Zahnbelags zuweisen:
- Glucanvermittelte Adhärenz: S. sobrinus bildet aus der im Speisebrei enthaltenen Saccharose (Haushaltszucker) extrazelluläre Glucane, mit der die Bakterien in der Lage sind, sich dem Zahnschmelz anzuheften. Es wird also auf den Oberflächen der Zähne ein Biofilm gebildet. Die Bildung der Glucane wird durch Glucosyltransferasen (Enzyme zur Übertragung von Glucoseeinheiten) vermittelt. Die Aktivität der Glucosyltransferasen gilt als Messlatte für die Virulenz des Erregers.[19] S. sobrinus ist dadurch in der Lage, glatte Zahnoberflächen zu besiedeln, der von ihm produzierte Biofilm bietet dann S. mutans die Möglichkeit, sich dort zu vermehren.[5]
- Milchsäureproduktion: S. sobrinus baut im Zuge eines fermentativen Energiestoffwechsels Kohlenhydrate zu Milchsäure (Lactat) ab. Der daraus resultierende Abfall des pH-Wertes führt zur Demineralisation der Zahnsubstanz.[19]
- Säuretoleranz: Durch das aktive Ausscheiden von Protonen ist S. sobrinus in der Lage, auch in stark saurem Milieu zu überleben.[19]

Untersuchungen mit genetisch veränderten Bakterienstämmen von S. sobrinus und S. mutans bestätigen den Einfluss dieser Virulenzfaktoren. Mutanten mit reduzierter Produktion der ecp zeigen im Tierversuch ein verringertes Potential, Karies auszulösen. Gleiches gilt, wenn die Bakterien weniger Säure produzieren oder weniger säuretolerant sind.

### Krankheiten
Streptococcus sobrinus und die verwandte Art Streptococcus mutans verstärken die Bildung von Karies beim Menschen an den Zähnen. Beide Milchsäurebakterien dominieren in der Mundflora des Menschen  und kommen oft zusammen vor, wobei S. mutans häufiger vorkommt. Jedoch bildet S. sobrinus mehr Säuren und ist damit stärker kariogen.